# Шишки (Смоленская область)
Шишки — деревня в Хиславичском районе Смоленской области России. Входит в состав Череповского сельского поселения. Население — 34 жителя (2007 год). 
Расположена в юго-западной части области в 3 км к северо-востоку от Хиславичей, в 25 км западнее автодороги А141 Орёл — Витебск, на берегу реки Сож. В 26 км северо-восточнее деревни расположена железнодорожная станция Васьково на линии Смоленск — Рославль. 

## История
В годы Великой Отечественной войны деревня была оккупирована гитлеровскими войсками в июле 1941 года, освобождена в сентябре 1943 года.